# モナスティル県
モナスティル県（モナスティルけん、アラビア語：ولاية المنستير、英語：Monastir Governorate） は、チュニジアの県である。チュニジアの東に位置する。人口は456,000人（2004年）、面積は1,019km2。県都はモナスティルである。

## 隣接する県
- マーディア県
- スース県